# Leuconotis floribunda
Leuconotis floribunda är en oleanderväxtart som beskrevs av Leeuwenb.. Leuconotis floribunda ingår i släktet Leuconotis och familjen oleanderväxter. Inga underarter finns listade i Catalogue of Life.